# Ferrari 348
Ferrari 348 — двухместный среднемоторный автомобиль итальянского автопроизводителя Ferrari, заменивший Ferrari 328 в 1989 г. и выпускавшийся до 1995 г. Последний автомобиль с двигателем V8, разработанный под руководством Энцо Феррари до его смерти и запущенный в серийное производство.

## Варианты

### 348 TB и TS
Модели 348—348 TB (Trasversale Berlinetta), 348 TS (Trasversale Spider) и 348 SP (Spider) оснащались атмосферным двигателем V8 объёмом 3,4 литра. Как и его предшественники, номер модели был выведен из этой конфигурации, причем первые две цифры обозначают объём двигателя, а третья — количество цилиндров. Двигатель мощностью 310 л. с. был установлен продольно и соединен с поперечной механической коробкой передач, такой как у Mondial T, с которой 348 делили многие компоненты. Буква «T» в названии модели 348 TB и TS относится к поперечному положению редуктора. В общей сложности было выпущено 2 895 экземпляров 348 ТВ и 4 230 экземпляров 348 ТS.
Стиль 348 отличался от предыдущих моделей с боковыми воздухозаборниками и прямоугольными задними фонарями, напоминающими Testarossa, стилистическими темами, напоминающими F40, самый быстрый в то время в мире серийный автомобиль и другие престижные прошлые модели Ferrari. Модель также была окончательным проектом под руководством главного стилиста Леонардо Фиораванти, известного как дизайнер таких моделей как F40, Daytona, 512 Berlinetta Boxer, 288 GTO P5 и P6. F355 пришедший на смену модели 348, вернулся к стилю модели 328 с круглыми задними фонарями и закруглёнными боковыми воздушными шариками.
Модель 348 оснащалась двухкомпьютерным управлением двигателем с использованием двух моторных блоков управления Bosch Motronic, двойными резервными антиблокировочными тормозами и системами самодиагностики и кондиционирования воздуха и отопления. Поздние версии (с 1993 и более) имеют японские стартерные двигатели и генераторы Nippondenso для повышения надежности, а также батарею, расположенную в переднем левом крыле для лучшего распределения веса.
Американские спецификации 348 имеют системы управления двигателем OBD-I, хотя европейские варианты не поставляются с кнопкой самотестирования, которая необходима для активации этой функции поиска и устранения неисправностей.
Подобно Testarossa, но отходя от 512 BB и 308/328, масляные радиаторы и радиаторы охлаждения были перемещены из носа в сторону, значительно расширив боковую часть автомобиля, но значительно облегчив охлаждение кабины, поскольку шланги, подводящие теплую воду, больше не проходят под кабину, как в старых фронтальных радиаторах. Это также имело побочное действие, сделав двери очень широкими.
Модель 348 была оснащена системой смазки с сухим картером для предотвращения голодания масла на высоких скоростях и при прохождении тяжелых поворотов. Точную проверку уровня масла на масломерном щупе можно было проводить только при работающем двигателе. Модель 348 оснащалась регулируемой по высоте подвеской и съемной задней подрамником для ускорения демонтажа двигателя в целях технического обслуживания.
- Вид сзади
- Вид сбоку

### 348 GTB, GTS, Spider
В конце 1993 г. модель 348 была пересмотрена и получила более высокую мощность, на этот раз 312 л. с. (США) и 324 л. с. от того же 3,4-литрового двигателя, с улучшенной системой управления двигателем — Bosch Motronic 2.7 и новой системой выхлопа.
Пересмотренные модели получили названия 348 GTB (252 экземпляров) и GTS (137 экземпляров) и были представлены широкой публике в виде 348 GT, оснащённого двигателем F119H (в отличие от оригинальных F119D и US F119G). Двигатель F119H имел повышенную степень сжатия 10,8:1 по сравнению с двигателями F119D и F119G — 10,4:1, более высокие пленумы впуска, увеличенный клапан компенсации впуска, увеличенное давление топлива с 3,4 бар до 3,8 бар и различные моменты работы распределительного вала.
Для этих моделей крышка двигателя и нижние края кузова были не чёрного цвета, а цвета кузова, а ширина заднего колеса была на дюйм шире, так как внутренняя поверхность установки задних колес была толще. Геометрия подвески была изменена, что значительно улучшило управляемость, управляемость и управляемость кузовом. Топливный бак был также меньше (88 л), что позволило снизить общий вес и освободить место для повышения жесткости шасси.
Вариант 348 Spider также был представлен в соответствии с постепенным отказом от модели Mondial Cabriolet. Выпущено 1090 единиц спайдеров.

### 348 GT Competizione
В 1993 году Ferrari представила облегчённый вариант 348 GT Competizione в качестве одобренной версии для участия в чемпионате GT. Оборудование для обеспечения безопасности, такое как набор инструментов, было перенесено из 348 Challenge. Тормозная система была создана на базе модели F40 Evoluzione. В автомобиле также модифицировали гоночную подвеску и выхлопную систему. Мощность двигателя составляла 324 л. с. при 7000 об/мин, что соответствует серийному производству двигателя F119H в конце 348 года. Всего выпущено 50 моделей, в том числе 8 моделей с правосторонним управлением. Среди особенностей — специально обрезанное колесо, показывающее нумерационную последовательность при производстве 50 автомобилей, 5-спицевые 18-дюймовые колеса Speedline конкурентного класса и сиденья из ткани с кевларовой структурой для снижения веса. Ещё одним фактором снижения веса стал углеродный композитный кевлар, который использовался для переднего и заднего бамперов, а также дверей и легкое поликарбонатное заднее стекло. Дополнительные элементы внутренней отделки, такие как пороги дверей, выполнены из углеродного кевлара, а также были удалены такие элементы интерьера, как кондиционирование воздуха и звукоизоляционные материалы. В результате этих изменений сухой вес составил 1 180 кг (2 601 фунт). Для улучшения характеристик конечная передача в коробке передач была изменена на 25/27 передаточное число.